# Carlos Alberto Júlio
Carlos Alberto Julio, (São Paulo, 1957) é empresário, professor e escritor brasileiro da área de negócios.

## Educação
Carlos Júlio é administrador de empresas, estudou na Harvard Business School, na London Business School e no IMD de Lausanne- Suíça. Palestrante há 10 anos recebeu o Top de Marketing em RH como um dos cinco palestrantes mais lembrados do país e foi apontado pelas revistas VEJA e EXAME como um dos melhores palestrantes do Brasil.

## Vida Profissional
Foi presidente da Tecnisa S/A, uma das maiores e mais inovadoras construtoras e incorporadoras do país, atualmente é vice-presidente do seu Conselho administrativo. Dirigiu por quase oito anos a  HSM do Brasil, empresa líder em educação executiva focada em alta gestão e agora é membro de seu Advisory Bord.Foi Presidente da  Polaroid do Brasil e vice-presidente da Voko Sistemas Ltda.
Fiel a sua paixão pelo mundo dos negócios e da gestão, é professor da ESPM, FGV, FIA/USP e Presidente do Conselho de Professores do IBMEC. Foi também professor do MBA do  ITA/ESPM, é membro do Conselho de Administração da Tecnisa, da Camil Alimentos e atualmente também é head de estratégia e gestão do Instituto Locomotiva.

## Autor
É autor de quatro livros na área de negócios: Reinventando Você, A Magia dos Grandes Negociadores, A Arte da Estratégia e Superdicas para Vender e Negociar Bem.

## Obras
- Reinventando Você
- A Magia dos Grandes Negociadores
- A Arte da Estratégia
- Superdicas para Vender e Negociar bem